# 4 Non Blondes
4 Non Blondes là một ban nhạc rock của Mỹ được thành lập vào năm 1989 ở San Francisco, California. Các thành viên ban đầu gồm guitar bass Christa Hillhouse, guitar Shaunna Hall, trống Wanda Day, và ca sĩ kiêm guitar Linda Perry. Trước khi phát hành album đầu tiên, Roger Rocha thay Hall ở vị trí guitar, và Dawn Richardson thay Day ở vị trí trống. Họ lọt vào các bảng xếp hạng năm 1993 với đĩa đơn "What's Up?"", đây cũng là đĩa đơn lọt top duy nhất của ban nhạc này. Perry rời ban năm 1994 để bắt đầu sự nghiệp solo, các thành viên còn lại cũng giải tán ngay sau đó.

## Sự nghiệp
Tay guitar bass Christa Hillhouse và guitar Shaunna Hall là bạn cùng phòng và họ gặp tay trống Wanda Day khi cùng tham gia một ban nhạc mà Day đang chơi. Khi cả ba rời khỏi ban nhạc đó, họ bắt đầu chơi như một nhóm nhạc tam tấu. Nhưng sau khi gặp Perry khi cô đang hát tại một buổi trình diễn của mình, Hillhouse và Hall đã đề nghị Perry cùng tham gia ở vị trí ca sĩ. Theo Perry, cô và Hall gặp nhau ở câu lạc bộ Nightbreak tại San Francisco, và khi nó họ đề cập về vấn đề tìm kiếm một ca sĩ, Perry cho biết cô là một ca sĩ và Hall đã trả lời: "Tôi biết". Buổi tập đầu tiên của họ được cho là vào lúc 6:00 ngày 17 tháng 10 năm 1989, nhưng sau 17:00 thì trận động đất Loma PrietaLoma chấn động cả San Francisco.
Ban nhạc đã ký hợp đồng với hãng đĩa Interscope vào tháng 7 năm 1991 sau một buổi biểu diễn tại Hội thảo Gavin, nơi mà ban nhạc đã mở màn cho Primus trong dịp Valentine cùng năm đó. Khi họ bắt đầu cho việc sản xuất album đầu tay, Day đã bị sa thải và Richardson thay thế vào vị trí của cô. Năm 1992, khi ghi âm Bigger, Better, Faster, More!, nhà sản xuất của album, David Tickle, đã cảm thấy phần guitar của Hall như là "không có", vì vậy Hall đã bị cho ra khỏi ban. Tay guitar Louis Metoyer hoàn tất bản thu âm. Roger Rocha nhập ban sau khi album đã hoàn thành và ở lại với ban cho đến năm 1994. Sau khi rời Blondes vào năm 1991, Day tiếp tục đánh trống cho Malibu Barbi, và sau đó là Bad Dog Play Dead. Vào cuối năm 1992, cô bị tai nạn và chân bị đè nát và lưng bị gãy. Day rời khỏi San Francisco vào năm 1995, thỉnh thoảng cô đến Arizona và cuối cùng đã trở lại Salt Lake City.
Day qua đời vào ngày 10 tháng 7 năm 1997, theo Christa Hillhouse là do cô dùng thuốc quá liều, và được an táng tại Tropic, Utah.
Ngày 11 tháng 5 năm 2014, nhóm tái hợp để thực hiện một buổi hòa nhạc nhỏ tại một buổi quyên góp mang tên "An Evening For Women" được tổ chức tại Beverly Hilton ở Los Angeles. Sáu bài hát trên danh sách là "Train", "Spaceman", "The Ladder", "Mighty Lady", "Superfly" và "What's Up?". Việc gây quỹ được tổ chức bởi Los Angeles Gay & Lesbian Center.

## Thành viên
- Linda Perry – ca sĩ, guitar (1989–1994)
- Christa Hillhouse – bass (1989–1994)
- Shaunna Hall – guitar (1989–1992)
- Wanda Day – trống (1989–1992)
- Dawn Richardson – trống (1992–1994)
- Louis Metoyer – guitar (1992)
- Roger Rocha – guitar (1992–1994)

## Danh sách đĩa

### Album phòng thu
| Năm  | Chi tiết                                                                               | Vị trí trên bảng xếp hạng | Vị trí trên bảng xếp hạng | Vị trí trên bảng xếp hạng | Vị trí trên bảng xếp hạng | Vị trí trên bảng xếp hạng | Vị trí trên bảng xếp hạng | Vị trí trên bảng xếp hạng | Vị trí trên bảng xếp hạng | Vị trí trên bảng xếp hạng | Vị trí trên bảng xếp hạng | Chứng nhận                                |
| Năm  | Chi tiết                                                                               | US                        | AUS                       | AUT                       | GER                       | NLD                       | NO                        | NZ                        | SWE                       | CH                        | UK                        | Chứng nhận                                |
| ---- | -------------------------------------------------------------------------------------- | ------------------------- | ------------------------- | ------------------------- | ------------------------- | ------------------------- | ------------------------- | ------------------------- | ------------------------- | ------------------------- | ------------------------- | ----------------------------------------- |
| 1992 | Bigger, Better, Faster, More! - Phát hành: 13 tháng 10 năm 1992 - Hãng đĩa: Interscope | 13                        | 4                         | 1                         | 1                         | 1                         | 1                         | 10                        | 1                         | 1                         | 4                         | - US: Bạch kim - GER: 3 × Vàng - UK: Vàng |

### Album thu âm trực tiếp
- Hello Mr. President (diễn trực tiếp tại Ý năm 1993) (1994)

### Đĩa đơn
| Năm                                                                                             | Tên                  | Ví trí trên bảng xếp hạng | Ví trí trên bảng xếp hạng | Ví trí trên bảng xếp hạng | Ví trí trên bảng xếp hạng | Ví trí trên bảng xếp hạng | Ví trí trên bảng xếp hạng | Ví trí trên bảng xếp hạng | Ví trí trên bảng xếp hạng | Ví trí trên bảng xếp hạng | Ví trí trên bảng xếp hạng | Ví trí trên bảng xếp hạng | Ví trí trên bảng xếp hạng | Album                         |
| Năm                                                                                             | Tên                  | US                        | AUS                       | AUT                       | BEL                       | FRA                       | GER                       | NLD                       | NOR                       | NZ                        | SWE                       | SWI                       | UK                        | Album                         |
| ----------------------------------------------------------------------------------------------- | -------------------- | ------------------------- | ------------------------- | ------------------------- | ------------------------- | ------------------------- | ------------------------- | ------------------------- | ------------------------- | ------------------------- | ------------------------- | ------------------------- | ------------------------- | ----------------------------- |
| 1992                                                                                            | "Dear Mr. President" | —                         | —                         | —                         | —                         | —                         | —                         | —                         | —                         | 40                        | —                         | —                         | —                         | Bigger, Better, Faster, More! |
| 1993                                                                                            | "What's Up?"         | 14                        | 2                         | 1                         | 1                         | 3                         | 1                         | 1                         | 1                         | 2                         | 1                         | 1                         | 2                         | Bigger, Better, Faster, More! |
| 1993                                                                                            | "Spaceman"           | —                         | —                         | 19                        | 24                        | —                         | 28                        | 25                        | —                         | 23                        | —                         | 18                        | 53                        | Bigger, Better, Faster, More! |
| 1993                                                                                            | "Mary's House"       | —                         | —                         | —                         | —                         | —                         | —                         | —                         | —                         | —                         | —                         | —                         | —                         | Bigger, Better, Faster, More! |
| 1994                                                                                            | "I'm the One"        | —                         | —                         | —                         | —                         | —                         | —                         | —                         | —                         | —                         | —                         | —                         | —                         | Airheads soundtrack           |
| 1994                                                                                            | "Superfly"           | —                         | —                         | —                         | —                         | —                         | —                         | —                         | —                         | —                         | —                         | —                         | —                         | Bigger, Better, Faster, More! |
| 1995                                                                                            | "Misty Mountain Hop" | —                         | —                         | —                         | —                         | —                         | —                         | —                         | —                         | —                         | —                         | —                         | —                         | Encomium                      |
| "—" biểu thị một bản thu âm mà không được xếp hạng hoặc không được phát hành trong lãnh thổ đó. |                      |                           |                           |                           |                           |                           |                           |                           |                           |                           |                           |                           |                           |                               |